# هورنی سلاتینا
هورنی سلاتینا (به چکی: Horní Slatina) یک منطقهٔ مسکونی در جمهوری چک است که در ناحیه ییندریخوف هرادتس واقع شده‌است. هورنی سلاتینا ۵٫۸۲ کیلومتر مربع مساحت و ۱۴۵ نفر جمعیت دارد و ۵۰۷ متر بالاتر از سطح دریا واقع شده‌است.